# Дебре, Жан-Луи
Жан-Луи Дебре (фр. Jean-Louis Debré; 30 сентября 1944, Тулуза — 4 марта 2025, Париж) — французский политик, член партии «Союз за народное движение». Из политической династии Дебре, сын одного из основателей Пятой республики премьер-министра Франции Мишеля Дебре.
С 5 марта 2007 года по 8 марта 2016 года — председатель конституционного совета Франции.
Умер 4 марта 2025 года в возрасте 80 лет.